# Kitsune

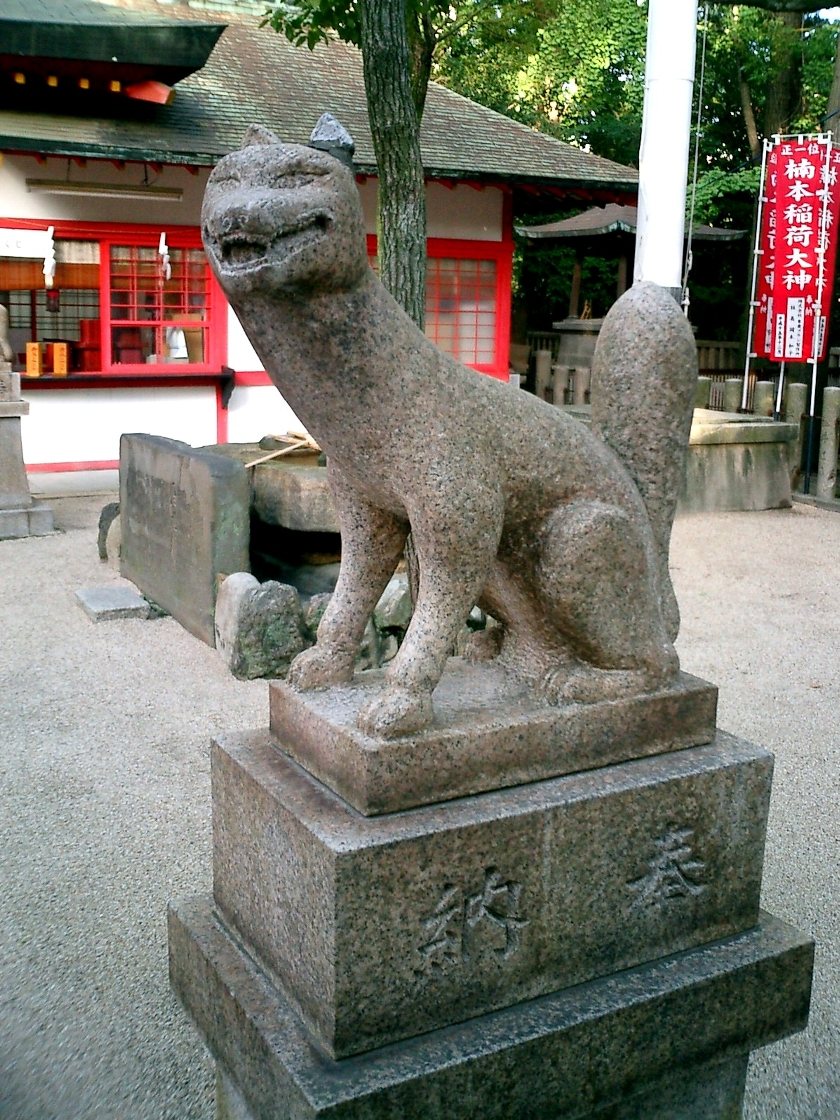
Staty av kitsune vid Inaritemplet i Tōdaiji i Nara

Kitsune (狐?) är det japanska namnet på rödräven (Vulpes vulpes). Rödräven förekommer i Japan som två underarter: Vulpes vulpes japonica (Hondo kitsune) lever främst på Honshū, den största av de fyra huvudöarna. På den nordliga Hokkaidō förekommer underarten Vulpes vulpes schrencki (Kita kitsune). Här beskrivs den framträdande roll som bägge underarterna spelar i den japanska mytologin.

## Mytologi och folktro
Som förtrogen till guden Inari hölls kitsune för en lyckobringare av kvinnligt kön. Men hon hade ofta i sagor och legender även andra sidor. Många historier beskriver hennes förhållande till människor i huvudsak som fördelaktigt för människorna. Dock kunde redan obetydliga störningar få situationens förbindelse att slå om till sin totala motsats och leda till katastrofala följder.
Talrika berättelser skildrar Kitsune som Hengeyōkai, ett väsen med förmågan att anta mänsklig gestalt ungefär som Tanukin. I dessa sagor uppträder en Kitsune ofta som en särdeles skön ung dam och äktar en man, ofta utifrån sann och äkta kärlek. Men så fort denne märker att han gift sig med en rävhona, försvinner hon med ”farväl för alltid” och lämnar honom ensam med de gemensamma barnen. Här finns dock vissa möjligheter att lura tillbaka den förlupna. En metod som mästerligt avbildats i form av en netsuke av 1700-talssnidaren Minkō är att locka med en stekt råtta. I Minkōs arrangemang syns råttfällan i en ihålig stubbe med den förfördelade bonden lurande på ena sidan och den lystna rävhonan nalkande på den andra sidan av stubben.

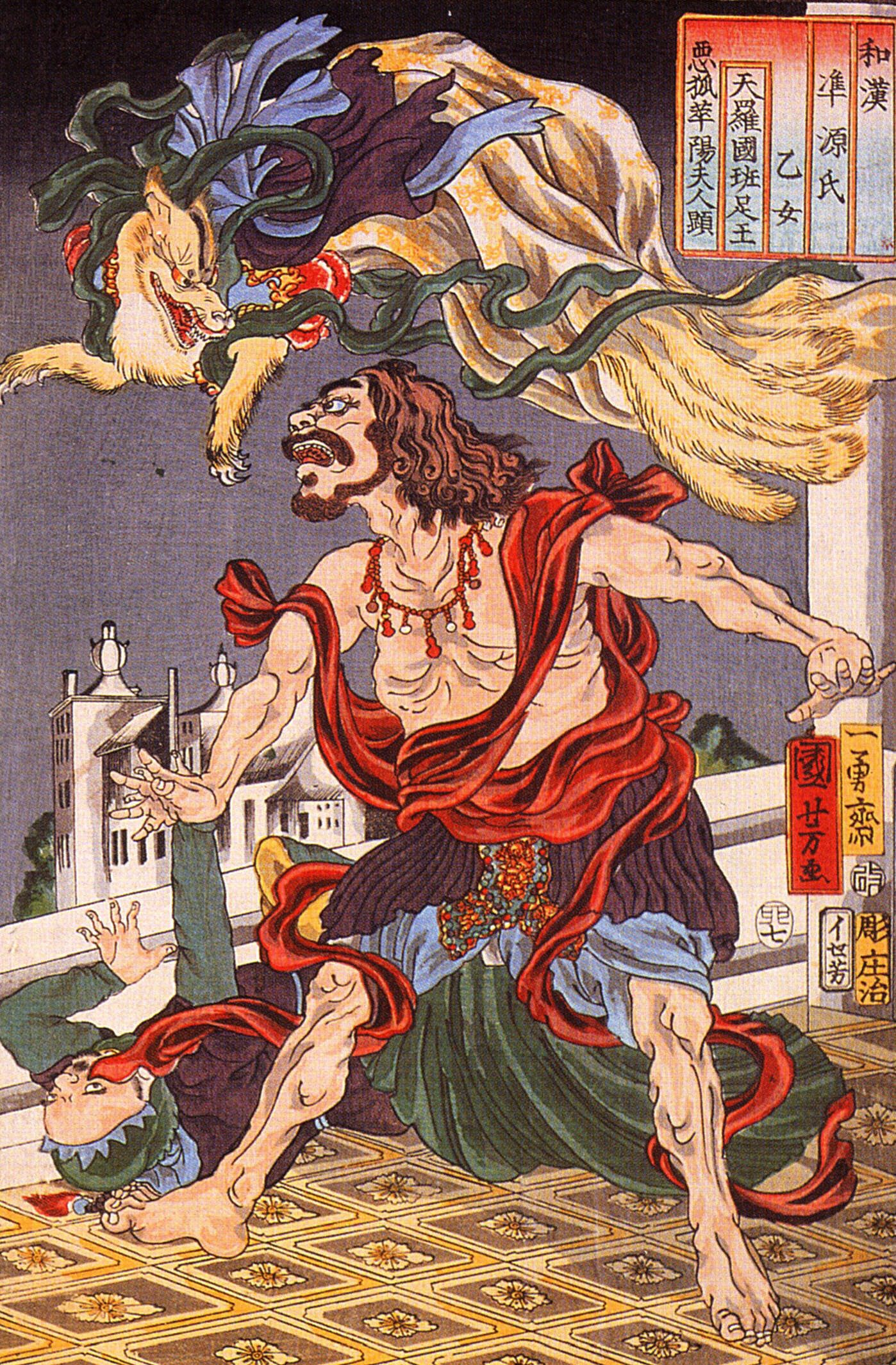
Prins Hanzoku terroriserad av en niosvansad räv. Träsnitt av Utagawa Kuniyoshi, 1800-tal.

Den mytologiska kitsune, blir mäktigare ju äldre den blir. Vid hundra års ålder får den en svans och därmed också förmågan att förvandla sig till andra skepnader. Räven får ytterligare en svans vart hundrade år. Den räv som levt i tusen år har nio svansar och får förmågan att se hur långt som helst. Ibland kallas den mytologiska räven bara för kitsune, ibland för demonräv.

## Populärkultur
Kitsune är numera en ofta förekommande figur inom japansk populärkultur:
- Tails, två-svansad räv från TV-spelsserien Sonic the Hedgehog
- Kitsuné Music, ett skivbolagsmärke
- Mitsune "Kitsune" Konno, från Love Hina
- Den nio-svansade demonräven, från Naruto
- Kitsune, från Usagi Yojimbo
- Thunder Kitsune, från Teen Wolf (TV-serie)
- Vulpix & Ninetales, från Pokémon
- Senko, från The Helpful Fox Senko-san
- Crazy Redd, från Animal Crossing.
- Kawaii metalbandet Babymetal hänvisar till Kitsune som källa för sin inspiration.